# Evagri (escriptor)
Evagri (Evagrius, Εὐάγριος) fou un escriptor eclesiàstic autor de l'obra Variarum Considerationum sive de Sermonis Discrimine Capita quinquaginta quatnor, que es conservava al segle xix a la biblioteca de l'Escorial, i que no pot ser d'Evagri del Pont. La seva època exacte és desconeguda.